# Antiga estació de Bot
L'Antiga estació de Bot és un edifici de Bot. El ferrocarril de la vall de Zafán era una de les infraestructures més esperades a les Terres de l'Ebre i al Baix Aragó. Des de 1863 es projectava la línia que havia d'unir l'Aragó amb un port marítim per tal de comercialitzar els seus productes. Les obres van començar el 1891 a La Puebla de Híjar (Terol) i van arribar a Tortosa el 1942. L'últim tram, que anava fins a Sant Carles de la Ràpita, ja no es va arribar a construir mai.

## Història
L'ocupació franquista del Baix Aragó i l'establiment del front al llarg del riu Ebre va fer que els sapadors ferroviaris instal·lessin raïls provisionals. Així, al final de juny de 1938, ja es podia arribar amb tren a Horta de Sant Joan, els soldats eren traslladats amb camions fins a l'estació de Bot, on el ferrocarril va arribar el gener de 1939.
El mateix dia 25 de juliol van arribar a l'estació de Bot diverses unitats franquistes, com la 74a Divisió, amb els 850 homes del terç de Montserrat, la 1a Divisió de Navarra o la 84 Divisió. Aquest reforços constants van fer impossible l'ocupació republicana i el dia 29 de juliol van renunciar a aquest objectiu. Un cop acabada la Guerra Civil espanyola els presoners republicans van construir el darrer tram fins a Tortosa (1942).